# Noril'skaja
La Noril'skaja (in russo Норильская?) o Norilka (Нори́лка), Talaja (Та́лая) nella parte alta, è un fiume della Russia siberiana settentrionale. Scorre nel Tajmyrskij rajon e nel distretto urbano della città di Noril'sk  (Territorio di Krasnojarsk) .

## Geografia
Il fiume scorre dal lago Melkoe e sfocia in un delta nel lago Pjasino. Nella parte superiore si chiama Talaja. La sua lunghezza è di 57 km, l'area del bacino è di 20 000 km². Dal punto di vista geomorfologico, la Noril'skaja può essere considerata la parte superiore del fiume Pjasina. Principale affluente di destra è il Valëk (Валёк) e da sinistra la Rybnaja (Рыбная). 
Il bacino del fiume si trova nel bassopiano della Siberia settentrionale, nel sud della penisola del Tajmyr, a nord del circolo polare artico. Molti laghi ne fanno parte: Melkoe, Lama, Keta, Glubokoe, Sobač'e e Nakomjaken.  Il fiume congela a fine settembre e fino a metà giugno.
Lungo la Noril'skaja si trova il villaggio di Valëk, all'altezza del ponte combinato ferrovia-strada che collega Noril'sk e Talnach, noto per essere il più a nord del mondo fra i grandi ponti oltre il 69º parallelo.